# 前166年
| 千纪： | 前1千纪 |
| 世纪： | 前3世纪 \| 前2世纪 \| 前1世纪                                                                                         |
| 年代： | 前190年代 \| 前180年代 \| 前170年代 \| 前160年代 \| 前150年代 \| 前140年代 \| 前130年代                               |
| 年份： | 前171年 \| 前170年 \| 前169年 \| 前168年 \| 前167年 \| 前166年 \| 前165年 \| 前164年 \| 前163年 \| 前162年 \| 前161年 |
| 纪年： | 西汉汉文帝前元十四年                                                                                                  |

## 大事记
- 猶大·馬加比繼承父親瑪他提亞對抗塞琉古帝國的統帥職位。

## 逝世
- 瑪他提亞，猶太祭司，馬加比家族率猶太人反抗塞琉古帝國起事者。